# Emmanuel Le Roy Ladurie

Emmanuel Le Roy Ladurie,  francoski zgodovinar, filozof, univerzitetni profesor, akademik, * 19. julij 1929, Les Moutiers-en-Cinglais, Calvados, Francija - 22. november 2023, Pariz (14. okrožje), Francija.
Predstojnik katedre za zgodovino sodobne civilizacije na Collège de France, direktor študija na École des hautes études en sciences sociales in učenec Fernanda Braudela, je eden od vodilnih pobudnikov École des Annales
in postane v 70-letih dvajsetega stoletja simbol nove zgodovine. Nekatera njegova dela, ki sodijo med temeljna dela zgodovinske antropologije, so pri številnih bralcih naletela na topel odziv. Njegovi glavni prispevki na področju zgodovine se ukvarjajo z gospodarsko in družbeno zgodovino podeželskega sveta ter z zgodovino okolja, zlasti v njegovem pionirskem delu o zgodovini podnebja. Prinesli so mu velik mednarodni ugled.

### Družina in zgodnje življenje
Njegov oče Jacques Le Roy Ladurie je bil minister za kmetijstvo v času vladanja Maršala Philippa Pétaina in posredno tudi član francoskega uporniškega gibanja La Résistance v Vichyjski Franciji. Le Roy Ladurie je bila v osnovi aristokratska družina, katere prednik je bil duhovnik, ki je zaradi ljubezni zapustil katoliško cerkev in dobil plemiški naslov. Družina Le Roy Ladurie je bila strogo katoliška, Emmanuelov ded je bil celo nečastno odpuščen iz vojske zaradi upora proti zapiranju katoliških šol. Katoliška vera in rojalistična politična usmerjenost sta imeli velik vpliv med Emmanuelovim odraščanjem na družinski posesti v Normandiji.
V otroštvu mu je bil vzor maršal Pétain, katerega zgodba je v Emmanuelu vzbudila zanimanje za ljudi, ki so bili sprva zelo uspešni, nato pa so postali nič – taki ljudje so bili tudi glavna tema njegovih kasnejših del.

### Študij in kariera
Učil se je na osnovni šoli Saint-Joseph v Caenu, na gimnaziji Henri-IV v Parizu in na gimnaziji Lakanal v Sceauxu. 
Študiral je na eni najbolj prestižnih univerz v Franciji  - École normale supérieure in je bil med najboljšimi učenci na področju zgodovine, zato so ga sprejeli v UNEF (Union nationale des étudiants de France) – nacionalno študentsko zvezo. Tam je sodeloval tudi s Françoisjem Furejem in je v reviji Clarté objavljal članke proti kolonializmu in korejski vojni.
Prvič je bil za učitelja imenovan med letoma 1955 in 1957 na srednji šoli za dečke v Montpellierju. To obdobje je bilo ključno za preostanek njegove kariere, saj se je takrat lotil raziskovanja. Od 1958 do 1960 je bil znanstveni sodelavec v Nacionalnem centru za znanstvene raziskave, od 1960 do 1963 je bil asistent na Filozofski fakulteti v Montpellieru, nato docent na École des hautes études en sciences sociales (EHESS). Od leta 1973 do 1999 je vodil katedro za zgodovino moderne civilizacije na Collège de France.
Leta 1966 je zagovarjal svoj doktorat v pismih Les Paysans de Languedoc, iz katerih je leta 1975 izpeljal svojo svetovno uspešnico Montaillou, village occitan.
Od leta 1987 do 1994 je bil generalni direktor Narodne knjižnice - pripravljal se je na ustanovitev nove enote z Dominiqueom Jametom, predsednikom javne ustanove Francoske knjižnice, ki je z združitvijo dala francosko nacionalno knjižnico - je marljiv bralec v knjižnici Fondation Maison des sciences de l'homme in knjižnici francoskega nacionalnega meteorološkega urada (Météo-France), kateri je zapustil knjige o podnebju iz svoje osebne knjižnice.
Nedvomno je Emmanuel Le Roy Laduire eden najpomembnejših sodobnih zgodovinarjev, ki veliko dolguje svojemu mentorju, velikemu zgodovinarju iz šole École des Annales, Fernandu Braudelu. 
V zgodnjih sedemdesetih letih je Le Roy Ladurie sodeloval v "Novi zgodovini". 
Je pionir mikrozgodovinske analize. Njegovo najbolj znano delo Montaillou, village occitan (1975), ki temelji na zapiskih inkvizitorja Jacquesa Fournierja, pamierskega škofa (1318-1325), ki jih je v francoščino prevedel Jean Duvernoy, da rekonstruira življenje majhne vasi v Languedocu v času katarizma. Tako postane specialist za zgodovinsko antropologijo, 
ki nam omogoča, da dojamemo človeka preteklosti v njegovem okolju.
Ladurie je bil eklektičen raziskovalec, ki ga je zanimala zgodovina regij (Histoire de France des regions, Seuil, 2004) in je s študijem fenologije igral pionirsko vlogo v zgodovini podnebja. Med svojim osebnim raziskovanjem v francoski knjižnici je odkril Drevo pravice, prvi organigram francoske države, ki ga je izdelal Charles de Figon v šestnajstem stoletju, ki ga je analiziral in prepisal v sodobne koncepte.
Kljub upokojitvi je še vedno je zelo aktiven, podaja intervjuje, predava in objavlja članke, predvsem s področja zgodovine podnebja in njegovih posledic za človeka.

### Les Paysans de Languedoc
Les Paysans de Languedoc je eno od najpomembnejših del Emmanuela Le Roy Ladurieja. Sprva je bilo to delo njegova doktorska disertacija pod enakim imenom. Že ta je privabila veliko pozornosti. Leta 1966 je na osnovi njegovega doktorata izšla knjiga Les Payesans de Languedoc, s katero je Le Roy Ladurie zaslovel.
Knjiga se osredotoča na suženjstvo v bivši francoski provinci Languedoc. V knjigi je Le Roy Laudurie uporabil ogromno kvantitativnih informacij, kot so plačne knjige, davčni prejemki, prejemki najemnin, evidence dobička in desetine, skupaj s teorijami mislecev, kot so Ernest Labrousse, Michel Foucault, David Ricardo, Fernand Braudel, Claude Lévi-Strauss, Thomas Malthus, François Simiand, Sigmund Freud in Max Weber. Prišel je do ugotovitve, da je zgodovina tega kraja l'histoire immobile, kar v grobem pomeni zgodovina, ki še traja. Zaznamovana je s številnimi vzponi in padci, ki so se skozi čas zelo malo spremenili. Po njegovem mnenju to ni le posledica klime in geografije, ki sta glavni gibalki zgodovine po teoriji Fernanda Braudela. Le Roy Ladurie v svojem delu trdi, da pri nespreminjaju oz. enakem spreminjaju zgodovine skozi čas na območju Languedoca, glavno vlogo igrajo tudi človeška kultura, tradicija, način razmišljanja in ekonomija.
Zgodovino Languedoca med 15. in 18. stoletjem je razdelil na več ciklov ekonomske rasti in upada.
Prvi cikel je poimenoval  po »oznaki za najnižji nivo vode«. Začel se je v 15. stoletju, ko se je francoska družba počasi opomogla posledic kuge, ki je zajela Evropo v 14. stoletju. Da bi čim hitreje spet povečali populacijo, se je v tistem času izvajal na ljudi velik pritisk, da bi imeli čim več otrok. Rast pa je pomenila, da se je lastnina nenehno delila, plače pa so padale. Naslednji zgodovinski cikel je poimenoval »napredovanje«. Zaradi zaostanka pri novejših načinih kmetovanja, se produktivnost zemlje, ki jo je zahtevala naraščujoča populacija, ni povečala. Zato je ekonomija začela upadati. V tretji fazi, ki jo je Le Roy Ladurie poimenoval »zrelost« je produktivnost zemlje končno dohitela zahteve populacije. Bogastvo se je počasi začelo kopičiti. Vse to se je spremenilo v zadnji fazi »dolgega obdobja recesije«, ki je potekala v drugi polovici 17. stoletja. Podložniki niso mogli plačevati davkov, desetin, najemnin in posojil. Vladala je tudi vsesplošna slaba higiena, ljudje so se selili v druge francoske province in se pozno poročali, kar je povzročilo upad prebivalstva Languedoca.
Na začetku 18. stoletja se družba ni kaj daleč premaknila od tod, koder je bila v 15. stoletju. To obdobje zgodovine je bilo torej l'histoire immobile oz. nespremenjena zgodovina.  
S tem je Le Roy Ladurie nasprotoval dotedanjemu prevladujočemu pogledu Karla Marxa na to obdobje. 
Po Marxu je bila zgodnja moderna zgodovina Francije popoln vzpon in kopičenje bogastva ter lastnine kapitalistov, kar pa Le Roy Ladurie očitno zavrača.

### Montaillou, village occitan de 1294 à 1324
Knjigo Montaillou, village occitan de 1294 à 1324
je Ladurie objavil leta 1975. Knjiga sodi med dela, ki ustvarijo novo vejo antropologije, historično antropologijo.
Knjiga preučuje življenje in verovanja prebivalstva majhne vasice Montaillou v Pirenejih z le okoli 250 prebivalci na začetku štirinajstega stoletja. V veliki meri knjiga temelji na Fournierjevem registru, zbirki zapisov inkvizicije, ki je raziskovala in poskušala zatreti širjenje katarizma v regiji Ariège od 1318 do 1325, med vladavino Filipa V. visokega in Karla IV. poštenega.
Delo je sestavljeno iz dveh delov. Prvi del raziskuje fizični svet prebivalcev Montaillouja, pripoveduje zgodbe o Pierru in Bernardu Clergueu, dveh najmogočnejših moških v Montaillouju, in pastirju Pierru Mauryju. Drugi del raziskuje prepričanja prebivalcev Montaillouja - to kar so zgodovinarji iz šole Annales poimenovali njihova mentaliteta.
Pisanje tega dela je sprožilo odkritje knjige Jeana Duvernoya z naslovom Inquisition à Pamiers, ki je izšla leta 1966. Emmanuel Le Roy Ladurie je dve leti svojega življenja posvetil t.i. izgubljeni vasi v Ariegenskih Pirenejih. Spektakularni uspeh dela je presenetilo veliko kritikov. V Franciji so knjigo prodali v okoli 250.000 izvodih in jo prevedli v številne jezike.

### Politično delovanje
Med letoma 1945 in 1956 je bil Le Roy Ladurie član Komunistične partije Francije (PCF). Po Veliki depresiji, ki se je zgodila v 30-ih letih 20. stoletja in po nemški okupaciji, so ljudje zgubili zaupanje v kapitalizem in liberalno demokracijo. Zato jih je veliko prevzelo načela in ideje komunizma kot so jih poznali v Sovjetski zvezi, saj so se zdele najbolj uresničljive. Stranka PCF je v letu 1940 pridobila na ugledu, posebej zaradi njene vloge med drugo svetovno vojno v francoskem uporniškem gibanju (La Résistance).  
Leta 1940 je madžarski avtor Arthur Koestler izdal roman Mrak ob poldnevu (Darkness at noon), o katerem je Le Roy Ladurie napisal esej leta 1949. Le Roy Ladurie je vsebino romana razumel kot poveličevanje stalinizma in ne kot njegovo kritiko, kakor jo je zastavil Koestler. Kasneje je moral priznati, da je vsebino in sporočilo romana narobe razumel. 
Po Madžarski revoluciji leta 1956, je Le Roy Ladurie zapustil komunistično partijo, saj so ga srhljivi prizori sovjetskega zatrtja revolucije v Budimpešti preveč pretresli. Spremenil je svoje mnenje glede komunizma in uvidel, da je to totalitarna in nečloveška ideologija, ki zatira ljudi. Še vedno pa je ostal levo politično naravnan in je kandidiral za Socialistično stranko. Vendar je leta 1963 tudi to zapustil.
Petnajst let kasneje, leta 1978, je bil eden od ustanoviteljev Odbora intelektualcev za Evropo svoboščin (Comité des intellectuals pour l'Europe des libertés). 
Odbor so sestavljali francoski intelektualci, ki so se borili proti komunizmu. Njihova glavna načela so bila Evropa, kultura in svoboda. 
Komunizem in socializem so dojemali kot grožnjo demokraciji, zato so se zavzemali za branitev svobode po celotni Evropi, ne samo v Franciji. 
Le Roy Ladurie je svojo politično angažiranost in komunizem opisal v svojih delih Ouverture, société, pouvoir: de l’Édit de Nantes à la chute du communisme (2004) in 
Les grands procès politiques, ou la pédagogie infernale (2002).
Le Roy Ladurie je med svojo kariero vseskozi pisal za znane francoske časopise kot so Le Monde, Le Nouvel Observateur in L'Express. Pogosto so ga gostili tudi na televiziji.

### Izbrana bibliografija
- Les Paysans de Languedoc, Paris, Flammarion, 1969. (COBISS)
- Histoire du climat depuis l'an mil, Paris, Flammarion, 1967. (COBISS)
- Anthropologie du conscrit français d'après les comptes numériques et sommaires du recrutement de l'armées (1819-1826) : présentation cartographique, (skupaj s J.-P. Aron et al.), Paris, Mouton, 1972. (COBISS)
- Médecins, climat et épidémies à la fin du XVIIIe siècle (skupaj s J.-P. Desaive et al.), Paris, Mouton, 1972. (COBISS)
- Montaillou : Cathars and Catholics in a French village 1294-1324, Harmondsworth, Penguin, 1980. (COBISS)
- Les paysans de Languedoc, Paris, Éditions de l'École des hautes études en sciences sociales, 1985. (COBISS)
- Le carnaval de Romans : de la chandeleur au mercredi des cendres 1579-1580, Paris, Gallimard, 1979. (COBISS)
- L'argent, l'amour et la mort en pays d'Oc : roman languedocien (1756) de l'abbé Jean-Baptiste Castor Fabre, Paris, Le Seuil, 1980. (COBISS)
- Histoire de la France rurale. Tome 2, L' âge classique des paysans (v sodelovanju), Paris, Ed. du Seuil, 1975. (COBISS)